# Next Lifetime
Next Lifetime è un brano soul scritto dalla cantautrice statunitense Erykah Badu e prodotto da Tone The Backbone per la Mister Backbone To You Punk!!! Productions, per l'album d'esordio della cantante, Baduizm. Il pezzo è stato pubblicato nel giugno del 1997 come secondo singolo ufficiale tratto dall'album, ma non ha avuto il successo del precedente On & On in USA, pur essendo entrato in varie classifiche internazionali e avendo raggiunto la prima posizione della classifica R&B radiofonica statunitense.

## Video
Il videoclip di Next Lifetime è stato diretto dalla stessa Badu insieme a Troy Montgomery, ed oltre ad avere la presenza della madre, del fratello e della nonna dell'artista in piccoli ruoli, vanta anche i camei di Andre "Dre" Benjamin degli Outkast e di Method Man dei Wu-Tang Clan. Il video, introdotto dalla classica scritta "A Story By Erykah Badu" , rispecchia il testo della canzone, ed è ambientato in tre epoche diverse.
La prima parte del video si svolge nel 1637 d.C. nella Terra Madre, come suggerisce una scritta che apre il video, ed è ambientato in un villaggio africano: la cantante esce dalla propria capanna per acquistare un grosso cesto di frutta; si dirige poi verso uno specchio d'acqua, sulla cui sponda opposta c'è un ragazzo che la fissa intensamente, per poi essere scoraggiato dall'arrivo del compagno della protagonista, interpretato da Andre 3000, e dal loro bambino.
Il tatuaggio presente sul braccio di Erykah collega la prima parte del video alla seconda, ambientata nel 1968, durante "The Movement", ovvero le lotte per l'acquisizione dei diritti dei neri in Nord America. Qui Erykah interpreta una studentessa che incontra per strada un affascinante giovane interpretato da Method Man, che l'aiuta a raccogliere i libri e i fogli caduti per terra. Successivamente la cantante ritrova il ragazzo anche in un incontro segreto organizzato in un fondaco, per poi collaborare insieme al "power Meeting" del 2 dicembre 1968. La scena successiva si svolge a casa della famiglia di Badu, quando irrompono improvvisamente vari membri del Ku Klux Klan: Method Man si butta sulla cantante per proteggerla, e la porta d'ingresso viene sfondata.
La terza e ultima parte del video si svolge nel 3037 d.C. durante una cerimonia notturna in un parco chiamata "Ancient Choosing Ceremony", dove un gruppo di ragazzi si dipinge il viso con unguenti colorati e danza in cerchio. In quest'ultima parte sono presenti sia Andre 3000 (all'epoca compagno nella vita della cantante) sia Method Man, al quale l'artista appare finalmente legata.
Durante tutto il video, e soprattutto in ogni passaggio da un'epoca ad un'altra, ci sono farfalle create al computer che svolazzano, in riferimento al testo della canzone che dice "ci incontreremo nella prossima vita, forse saremo farfalle".

## Ricezione
Next Lifetime non ha ripetuto il successo di On & On negli Usa. Non è entrato nella Billboard Hot 100, in quanto è stato pubblicato esclusivamente per il mercato radiofonico (Billboard ha permesso ai singoli radiofonici di entrare nella Hot 100 dal dicembre del 1998). Tuttavia è arrivato alla posizione numero 61 nella Billboard Hot 100 Airplay, dove ha passato 7 settimane, e soprattutto la numero 1 nella Billboard Hot R&B/Hip-Hop Airplay, dove ha passato 32 settimane, di cui due spese alla prima posizione. Nel Regno Unito è arrivato al numero 30, ed è l'ultimo singolo di Badu ad essere entrato nelle classifiche britanniche. In Nuova Zelanda è arrivato al numero 40, diventando il primo singolo della cantante ad essere entrato nella top40 neozelandese.

## Classifiche
| Classifica (1997)                      | Posizione |
| -------------------------------------- | --------- |
| Nuova Zelanda                          | 40        |
| Paesi Bassi                            | 100       |
| Regno Unito                            | 30        |
| U.S. Billboard Hot 100 Airplay         | 61        |
| U.S. Billboard Hot R&B/Hip-Hop Airplay | 1         |

## Tracce
1. Next Lifetime (Radio Version) - 4:14
2. Next Lifetime (Album Version) - 6:30
3. Next Lifetime (Instrumental) - 6:30
4. Next Lifetime (Acapella) - 6:30